# Apparitions (Tourgueniev)
Pour les articles homonymes, voir Apparitions.
Apparitions est une nouvelle de l'auteur russe Ivan Tourgueniev, parue en 1864.

## Résumé
Le personnage principal, un jeune aristocrate russe, est appelé par le spectre d'une femme à se rendre la nuit près d'un vieux chêne. Là, celle qu'il considère comme une sorte de fantôme puisqu'il distingue les paysages à travers elle, lui demande de prononcer les mots suivants: "Prends moi". Après quelques hésitations, le jeune aristocrate prononce ces mots, et Ellis le prend dans ses bras et l'emmène voyager à travers la nuit en planant à une vitesse vertigineuse. Plusieurs nuits de suite, Ellis emmène notre jeune aristocrate aux quatre coins du continent, faisant apparaître pour lui des personnages historiques tel Jules César ou encore Stepàn Timoféitch Stenka Razine. Après quelques nuits de voyage, le jeune homme se trouve affaibli, Ellis ne vient plus à sa rencontre, et le médecin lui diagnostique une anémie. Il pense alors qu'il a été envoûté par une sorte de vampire.